# Wickliffe (Kentucky)
Wickliffe es una ciudad ubicada en el condado de Ballard en el estado estadounidense de Kentucky. En el Censo de 2010 tenía una población de 688 habitantes y una densidad poblacional de 231,19 personas por km².

## Geografía
Wickliffe se encuentra ubicada en las coordenadas 36°57′58″N 89°4′55″O / 36.96611, -89.08194. Según la Oficina del Censo de los Estados Unidos, Wickliffe tiene una superficie total de 2.98 km², de la cual 2.96 km² corresponden a tierra firme y (0.61%) 0.02 km² es agua.

## Demografía
Según el censo de 2010, había 688 personas residiendo en Wickliffe. La densidad de población era de 231,19 hab./km². De los 688 habitantes, Wickliffe estaba compuesto por el 91.13% blancos, el 3.92% eran afroamericanos, el 0.29% eran amerindios, el 0% eran asiáticos, el 0% eran isleños del Pacífico, el 1.45% eran de otras razas y el 3.2% pertenecían a dos o más razas. Del total de la población el 2.91% eran hispanos o latinos de cualquier raza.

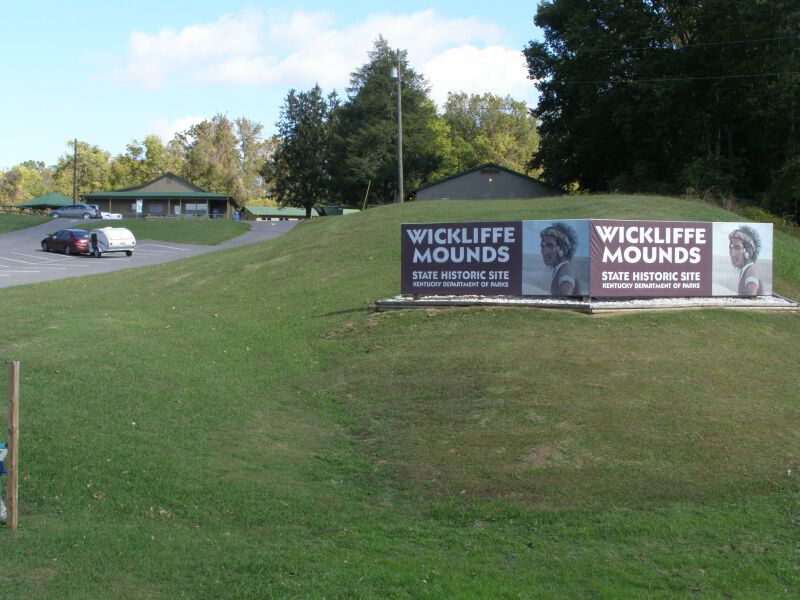
Lugar histórico de Wickliffe Mounds.